# Мета. Процес безперервного вдосконалення
Мета. Процес безперервного вдосконалення (англ. The Goal: A Process of Ongoing Improvement by Eliyahu M. Goldratt, Jeff Cox) — книжка науковця та бізнес-ґуру Еліягу Ґолдратта, написана в співавторстві з Джеффом Коксом. Вперше опублікована в 1984 році. Визнана однією з найбільш впливових бізнес-книг з менеджменту за версією Time Magazine. 

## Огляд книги
Це не просто книга про бізнес. Це захоплюючий роман, який має на меті змінити розуміння процесу управління в усьому Західному світі. Головний персонаж Алекс Рого — менеджер виробничої фабрики , який важко працює, намагаючись підвищити продуктивність виробництва. Насправді його фабрика за крок до катастрофи. Теж саме можна сказати і про його шлюб. 
Основний сюжет книги розгортається, коли Алексу дається 90 днів, щоб вивести фабрику з скрутного становища, в іншому випадку керівництвом буде прийнято рішення про закриття виробництва і сотні людей втратять роботу. Одного дня Алекс зустрічає свого колишнього вчителя фізики Йону та просить порад щодо вирішення даної проблеми, намагається відкинути притаманне йому мислення та по-новому оцінити становище. На диво допомога друга стає корисною як в професійному, так і в особистому житті. Відтепер розпочинається справжня відчайдушна боротьба Алекса. Між рядків заховане послання для менеджерів всіх індустрій та пояснено ідеї теорії обмежень Ґолдратта.
Не менш цікавим є висвітлення сутності та практичного застосування методу Сократа (майєвтика) через описані в книзі події. Автори застосовують ці події, щоб навчити читача системному мисленню, як задавати правильні запитання, приймати ефективні рішення. 
Книга стане корисною для застосування у вивченні наукових дисциплін напрямку менеджменту, з'ясування важливості планування стратегічного потенціалу компанії. 

## Переклад українською
- Кокс Джефф, Ґолдратт Еліягу.  Мета. Процес безперервного вдосконалення / пер. Ірина Ємельянова. К.: Наш Формат, 2018. —  448 с. — ISBN 978-617-7552-92-4